# Harbarnsen
Harbarnsen ist ein Ortsteil der Gemeinde Lamspringe im niedersächsischen Landkreis Hildesheim.

## Geografie
Harbarnsen liegt südwestlich von Bad Salzdetfurth in einer ackerbaulich geprägten Bördelandschaft zwischen den folgenden Höhenzügen: der Sackwald im Westen und die Harplage im Osten sowie der Heber im Süden. An Harbarnsen grenzen im Uhrzeigersinn, beginnend im Nordosten, Sehlem, Neuhof, Woltershausen, Everode und Adenstedt, die ebenfalls alle zum Landkreis Hildesheim gehören.
Zur Gemeinde Harbarnsen gehörte von 1974 bis 2016 auch der Ort Irmenseul am Unterhang des Sackwalds, bei dem sich an einem aufgelassenen Steinbruch am „Schiefen Berg“ auf flachgründigen Kalkverwitterungsböden das etwa zweieinhalb Hektar große Naturschutzgebiet Halbtrockenrasen bei Irmenseul befindet.

## Geschichte
Bei der ersten urkundlichen Erwähnung des Ortes als „Haribernessum“ als Corveyer Grundbesitz, die auf das Jahr 822 datiert ist, handelt es sich um eine Fälschung aus dem 18. Jahrhundert.
Im Jahr 1627 kam es infolge des Dreißigjährigen Kriegs in Harbarnsen, ebenso wie in benachbarten Siedlungen, zu einer Hungersnot.
Bereits im 15. Jahrhundert besaßen die im Dienste des Klosters Corvey stehenden Herren von Steinberg das Dorf Harbarnsen, in deren Eigentum das bis heute ortsbildprägende Gut Harbarnsen 1742 nach zwischenzeitlicher Verpfändung erneut überging. In die Rittermatrikel eingetragen wurde Harbarnsen 1731. Es wurde dadurch zum Rittergut. 1750 wurde erstmals gewerblich Schnaps auf Harbarnsen gebrannt. Bis zum 20. Jahrhundert blieb der Familienname „Steinberg“ mit dem Gut verbunden. Wilhelm-Ernst von Cramm als Sohn von Jutta Freifrau von Cramm, geborene Steinberg und Bruder von Gottfried von Cramm erbte das Gut. Nach dem Zweiten Weltkrieg bezog er die Anlage und machte sie als Brennereigut des „Crammschen Weizenkorns“ überregional bekannt. Es galt mit 6000 Hektoliter jährlicher Alkoholerzeugung als eine der größten  Kornbrennereien in Deutschland. In den 1980er Jahren wurde die Brennerei wegen Absatzrückgang aufgegeben und das Anwesen mit seinen Ländereien wurde 1988 veräußert. Der Gutshof mit umliegendem Park wird seither vor allem als Reitanlage und Lewitzer-Gestüt bewirtschaftet.
Die Harbarnser Michaeliskirche wurde 1821 errichtet. Zuvor wurden für Gottesdienste eine Dorfkapelle und die 1648 erbaute „Hofkirche“ auf dem Gut genutzt.
Zu Beginn des 20. Jahrhunderts zählte Harbarnsen 303 Einwohner und verfügte neben der Brennerei über eine Molkerei. Am östlichen Rand des Ortes wurde ein Bahnhof der am 1. Oktober 1902 fertiggestellten Lammetalbahn von Hildesheim nach Bad Gandersheim gebaut. Der Bahnhof Harbarnsen wurde 1975 geschlossen, da der Streckenabschnitt von Bodenburg nach Bad Gandersheim stillgelegt wurde. Das Bahnhofsgebäude wurde in ein Wohnhaus umgewandelt und ist in der Straße „Am Bahnhof“ heute noch zu sehen. Auf der ehemaligen Eisenbahntrasse, die im Bereich von Harbarnsen stellenweise noch gut zu erkennen ist, entstand ein Wanderweg.

### Herkunft des Ortsnamens
Alte Bezeichnungen des Ortes sind 1343 Hermann Herbernsen, 1458 Harbarnßen, Harbarnsen, Herbernßen, 1469 Herbernsen, 1470 Herbernsen, 1492 Herbernsen und um 1506 Herbersen. Hermann Adolf Lüntzel vermerkt es 1858 auf seiner Karte für die „Diöcese Hildesheim um das Jahr 1000“ als Haribernessun.
Der Ortsname ist eine Bildung mit dem Personennamen-Element „Harja, Heribern und Harper“. Der Personenname ist möglicherweise aus „Heribero“ entstanden. Die Grundform des Ortsnamens ist wohl „Haribernes-husen“, also „Siedlung eines Heri-ber(n)-“.

### Eingemeindungen
Anlässlich der Gebietsreform in Niedersachsen wurde am 1. März 1974 die Gemeinde Irmenseul eingegliedert.
Die Gemeinden Harbarnsen, Neuhof, Lamspringe, Sehlem und Woltershausen der aufgelösten Samtgemeinde Lamspringe wurden am 1. November 2016 zur neuen Gemeinde Lamspringe vereinigt.

## Politik

### Gemeinderat und Bürgermeister
Auf kommunaler Ebene wird der Ortsteil Harbarnsen vom Gemeinderat aus Lamspringe vertreten.

### Ortsvorsteher
Die Ortsvorsteherin von Harbarnsen ist Katja Schoner (SPD).

### Wappen
Der Entwurf des Kommunalwappens der ehemals selbstständigen Gemeinde Harbarnsen stammt von dem Heraldiker und Wappenmaler Gustav Völker, der sämtliche Wappen in der Region Hannover entworfen hat. Der Gemeinde wurde das Wappen am 31. März 1939 durch den Oberpräsidenten der Provinz Hannover verliehen. Der Landrat aus Alfeld überreichte es am 6. Juli desselben Jahres.
| Wappen von Harbarnsen | Blasonierung: „Im silbernen Schild ein roter Pfahl, belegt mit einem aufrechtstehenden silbernen Knebelspieß. Rechts und links vom Pfahl je ein sechsspeichiges rotes Sonnenrad.“ |
| Wappen von Harbarnsen | Wappenbegründung: Harbarnsen liegt inmitten einer mythenreichen Landschaft. Noch weiß man im Volk viel von „Hödeke“, dem Poltergeist der Winzenburg und des Rennstiegs, zu erzählen, und der „Wilde Jäger“ treibt noch immer in der Gegend sein Wesen; der Flurname „Hackelberg“ in der Gemarkung Harbarnsen weist auch auf ihn hin. Aus diesem Grunde erkor sich die Gemeinde Wodans heilige Lanze zum Symbol und fügte als germanische Gottzeichen die Sonnenräder hinzu. |

## Kultur und Sehenswürdigkeiten

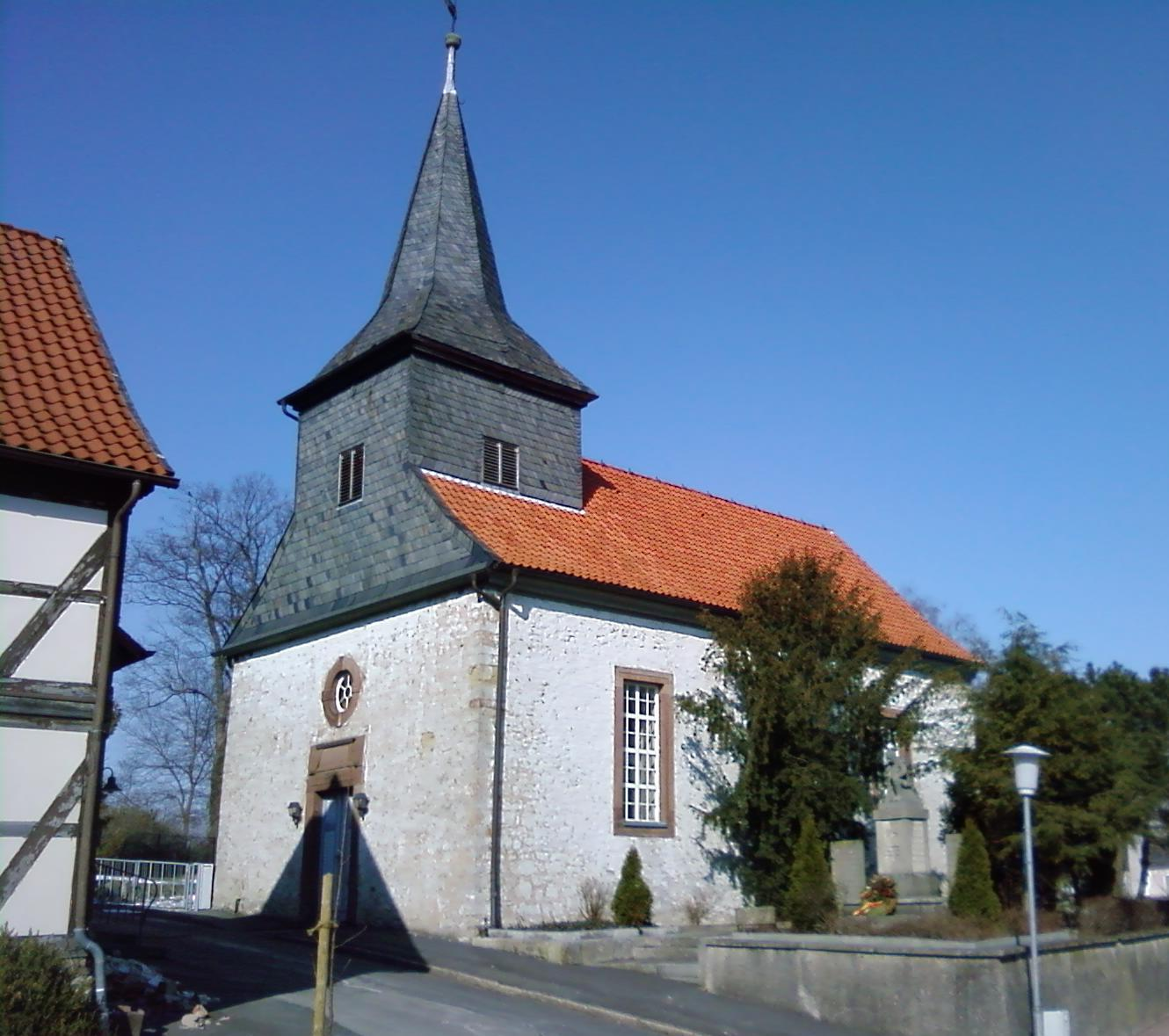
Michaeliskirche in Harbarnsen

Sehenswürdigkeiten von historischem Interesse sind in Harbarnsen mehrere alte Fachwerkhäuser sowie das Gut Harbarnsen, ehemaliger Besitz derer von Cramm. Die evangelische Michaeliskirche in Harbarnsen ist ein Bruchsteinbau, über dessen Portal eine Inschrift das Jahr 1821 als Baujahr angibt. In der Kirche steht ein Kanzelaltar aus der Zeit um 1800 mit einigen spätgotischen Figuren, die um 1500 angefertigt sein könnten. In der Südmauer außen fällt eine Reliefplatte aus rötlichem Sandstein auf, auf der die Trinität dargestellt ist. Eine Inschrift gibt das Jahr 1648 als Jahr der Entstehung an sowie die Namen der beiden Stifter.

## Wirtschaft und Infrastruktur

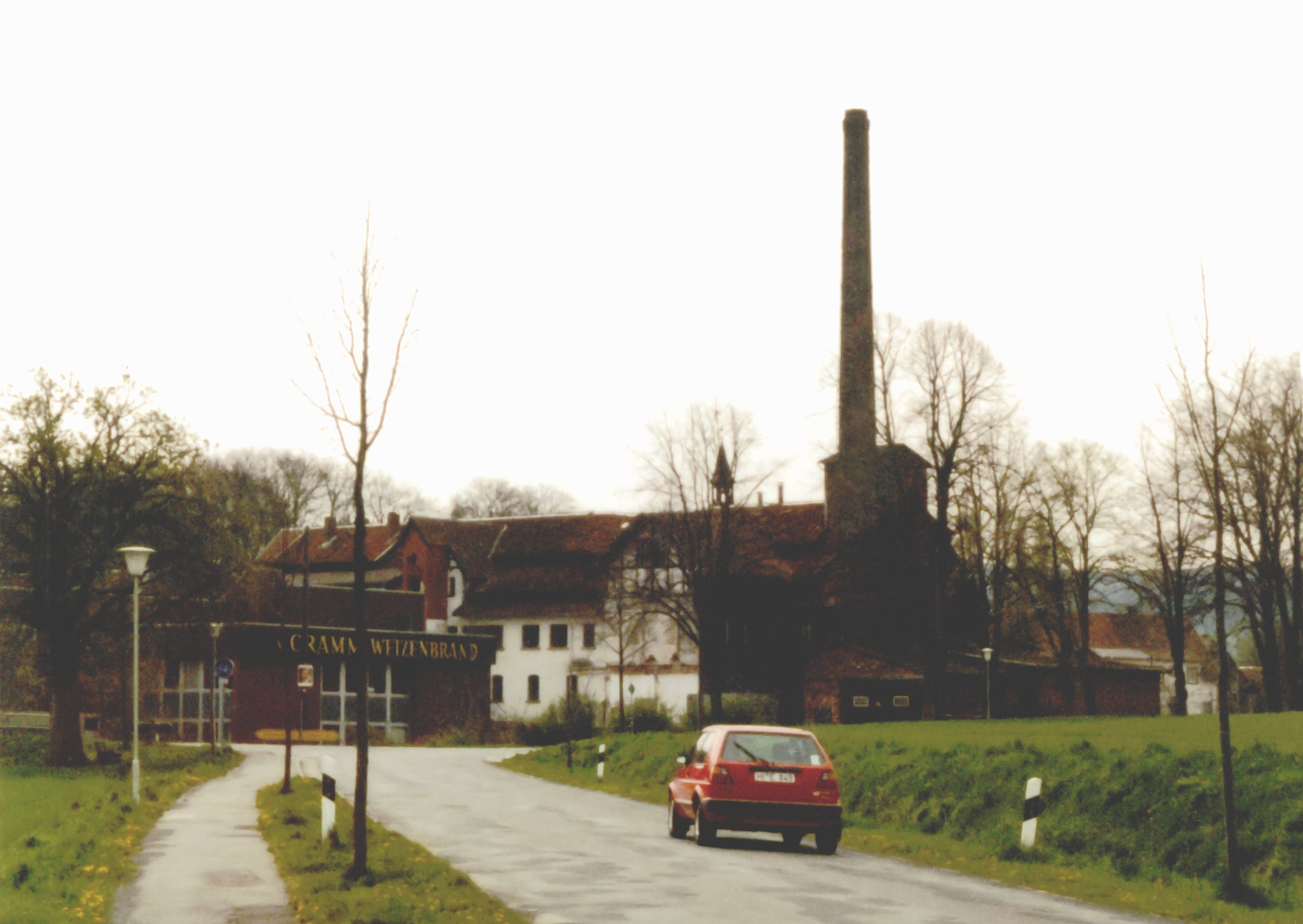
Ortseinfahrt Harbarnsen mit Brennereigebäuden 1991

### Unternehmen
Bereits 1898 wurde in Harbarnsen eine Genossenschaftsmolkerei gegründet, die in den 1960er und 1970er Jahren als Weichkäserei insbesondere mit der Camembert-Sorte „St. Hubertus“ bundesweit bekannt wurde. Nach wirtschaftlichen Schwierigkeiten wurde die Molkerei jedoch stillgelegt und der Betrieb auf Milchtrocknung umgestellt (Milchtrocknung Südhannover eG). 1986 wurde dann das Unternehmen biolac gegründet, ein Tochterunternehmen der Molkereigenossenschaft „Milchtrocknung Südhannover“ und des international agierenden Milchkonzerns Arla Foods. Am Standort Harbarnsen wird seither die im norddeutschen Raum bei der Käseproduktion anfallende Molke (jährlich über 800.000 Tonnen) zu Lactose und Molkenproteinen verarbeitet und anschließend europaweit vertrieben. Die biolac-Anlagen befinden sich östlich des Harbarnser Ortskerns am alten Bahnhof.

### Verkehr
Harbarnsen ist über Kreisstraßen an die Bundesstraße 243 angeschlossen. Eine von Hildesheim über Bad Salzdetfurth und Bodenburg bis Lamspringe (und weiter bis Bad Gandersheim) überwiegend im Stundentakt verkehrende Buslinie der Regionalverkehr Hildesheim GmbH hält sowohl in Harbarnsen als auch in Irmenseul.
In den 1980er Jahren eingestellt wurde der Verkehr auf der Lammetalbahn, deren Strecke den ehemaligen Bahnhof Harbarnsen unter anderem an Bad Salzdetfurth und Bad Gandersheim angebunden hatte. Ein Teil des ehemaligen Gleisbetts in Harbarnsen wurde vollständig zurückgebaut und ist im Gelände kaum mehr erkennbar, andere Teile sind als Wegeverbindungen erhalten.
Durchs östliche Gemeindegebiet verlief seit den 1980er Jahren die Schnellfahrstrecke Hannover–Würzburg mit der 690 m langen Talbrücke Kassemühle.